# Élections municipales de 2013 dans Le Haut-Saint-Laurent
Pour un article plus général, voir Élections municipales de 2013 en Montérégie.
Cet article concerne les élections municipales de 2013 en Montérégie dans la municipalité régionale de comté du Haut-Saint-Laurent.

## Dundee
| Candidats pour la mairie     | Vote            | %               |
| ---------------------------- | --------------- | --------------- |
| Jean M. Armstrong (Sortante) | Sans opposition | Sans opposition |

| Candidats conseiller #1 | Vote | %     |
| ----------------------- | ---- | ----- |
| Raymond Lazure          | 61   | 60,40 |
| Richard Dufour          | 40   | 39,40 |

| Candidats conseiller #2       | Vote            | %               |
| ----------------------------- | --------------- | --------------- |
| Clément Qienneville (Sortant) | Sans opposition | Sans opposition |

| Candidats conseiller #3 | Vote            | %               |
| ----------------------- | --------------- | --------------- |
| Linda Gagnon (Sortante) | Sans opposition | Sans opposition |

| Candidats conseiller #4     | Vote            | %               |
| --------------------------- | --------------- | --------------- |
| Justin Nieuwenhof (Sortant) | Sans opposition | Sans opposition |

| Candidats conseiller #5 | Vote            | %               |
| ----------------------- | --------------- | --------------- |
| Yves Lalonde (Sortant)  | Sans opposition | Sans opposition |

| Candidats conseiller #6  | Vote            | %               |
| ------------------------ | --------------- | --------------- |
| Kenneth Fraser (Sortant) | Sans opposition | Sans opposition |

## Elgin
| Candidats pour la mairie       | Vote | %     |
| ------------------------------ | ---- | ----- |
| Deborah Stewart (Sortante)     | 216  | 81,82 |
| Yves Faucher                   | 48   | 18,18 |
| Taux de participation : 73,1 % |      |       |

| Candidats conseiller #1      | Vote | %     |
| ---------------------------- | ---- | ----- |
| Louise Charlebois (Sortante) | 201  | 76,43 |
| Bryan McCallum               | 62   | 23,57 |

| Candidats conseiller #2 | Vote            | %               |
| ----------------------- | --------------- | --------------- |
| James Gaw (Sortant)     | Sans opposition | Sans opposition |

| Candidats conseiller #3 | Vote | %     |
| ----------------------- | ---- | ----- |
| Donald Bergevin         | 164  | 62,60 |
| Cathleen Johnston       | 98   | 37,40 |

| Candidats conseiller #4  | Vote | %     |
| ------------------------ | ---- | ----- |
| David Drummond (Sortant) | 205  | 78,54 |
| Marie-Paule Poirier      | 56   | 21,46 |

| Candidats conseiller #5     | Vote            | %               |
| --------------------------- | --------------- | --------------- |
| Mitchell Blankers (Sortant) | Sans opposition | Sans opposition |

| Candidats conseiller #6   | Vote            | %               |
| ------------------------- | --------------- | --------------- |
| Matthew Wallace (Sortant) | Sans opposition | Sans opposition |

## Franklin
| Candidats pour la mairie       | Vote            | %               |
| ------------------------------ | --------------- | --------------- |
| Suzanne Yelle Blair (Sortante) | Sans opposition | Sans opposition |

| Candidats conseiller #1      | Vote            | %               |
| ---------------------------- | --------------- | --------------- |
| Marc-André Laberge (Sortant) | Sans opposition | Sans opposition |

| Candidats conseiller #2  | Vote            | %               |
| ------------------------ | --------------- | --------------- |
| Douglas Brooks (Sortant) | Sans opposition | Sans opposition |

| Candidats conseiller #3 | Vote            | %               |
| ----------------------- | --------------- | --------------- |
| Sylvain Barré (Sortant) | Sans opposition | Sans opposition |

| Candidats conseiller #4 | Vote | %     |
| ----------------------- | ---- | ----- |
| Vincent Meloche         | 235  | 41,45 |
| Lionel Couton (Sortant) | 192  | 33,86 |
| Sébastien Rémillard     | 140  | 24,69 |

| Candidats conseiller #5 | Vote            | %               |
| ----------------------- | --------------- | --------------- |
| Yves Métras (Sortant)   | Sans opposition | Sans opposition |

| Candidats conseiller #6  | Vote            | %               |
| ------------------------ | --------------- | --------------- |
| Albert Schinck (Sortant) | Sans opposition | Sans opposition |

## Godmanchester
| Candidats pour la mairie | Vote            | %               |
| ------------------------ | --------------- | --------------- |
| Pierre Poirier (Sortant) | Sans opposition | Sans opposition |

| Candidats conseiller #1 | Vote | %     |
| ----------------------- | ---- | ----- |
| Hugh McColm             | 408  | 74,59 |
| Daniel Soucy (Sortant)  | 139  | 25,41 |

| Candidats conseiller #2 | Vote | %     |
| ----------------------- | ---- | ----- |
| Peter Bulow             | 370  | 67,27 |
| Daniel Vallée           | 180  | 32,73 |

| Candidats conseiller #3  | Vote            | %               |
| ------------------------ | --------------- | --------------- |
| Michel Leblanc (Sortant) | Sans opposition | Sans opposition |

| Candidats conseiller #4 | Vote | %     |
| ----------------------- | ---- | ----- |
| Jean-Maurice Daoust     | 406  | 74,63 |
| Jean Louis Labbé        | 138  | 25,37 |

| Candidats conseiller #5 | Vote | %     |
| ----------------------- | ---- | ----- |
| David Lamb              | 272  | 49,45 |
| Gérard Duheme (Sortant) | 153  | 27,82 |
| Manon Collard           | 125  | 22,73 |

| Candidats conseiller #6      | Vote | %     |
| ---------------------------- | ---- | ----- |
| Adrien van Sundert (Sortant) | 417  | 76,37 |
| Jean Legros                  | 129  | 23,63 |

- Élection partielle au poste de conseiller #5 le 28 février 2016[1].
  - Organisée en raison du décès du conseiller David Lamb en septembre 2015[1].
  - Élection de William Martin au poste de conseiller[2].

| Candidats conseiller #5 | Vote | %   |
| ----------------------- | ---- | --- |
| William Martin          | n/d  | n/d |
| Daniel Vallée           | n/d  | n/d |

## Havelock
| Candidats pour la mairie  | Vote            | %               |
| ------------------------- | --------------- | --------------- |
| Denis Henderson (Sortant) | Sans opposition | Sans opposition |

| Candidats conseiller #1    | Vote            | %               |
| -------------------------- | --------------- | --------------- |
| Hélène Lavallée (Sortante) | Sans opposition | Sans opposition |

| Candidats conseiller #2        | Vote            | %               |
| ------------------------------ | --------------- | --------------- |
| Lori Sutton-Carroll (Sortante) | Sans opposition | Sans opposition |

| Candidats conseiller #3 | Vote            | %               |
| ----------------------- | --------------- | --------------- |
| John Lowden (Sortant)   | Sans opposition | Sans opposition |

| Candidats conseiller #4  | Vote            | %               |
| ------------------------ | --------------- | --------------- |
| Daniel Boileau (Sortant) | Sans opposition | Sans opposition |

| Candidats conseiller #5 | Vote            | %               |
| ----------------------- | --------------- | --------------- |
| Michael Allen (Sortant) | Sans opposition | Sans opposition |

| Candidats conseiller #6  | Vote            | %               |
| ------------------------ | --------------- | --------------- |
| Dale E. Sutton (Sortant) | Sans opposition | Sans opposition |

## Hinchinbrooke
| Candidats pour la mairie   | Vote            | %               |
| -------------------------- | --------------- | --------------- |
| Carolyn Cameron (Sortante) | Sans opposition | Sans opposition |

| Candidats conseiller #1    | Vote            | %               |
| -------------------------- | --------------- | --------------- |
| Elgin Macfarlane (Sortant) | Sans opposition | Sans opposition |

| Candidats conseiller #2 | Vote            | %               |
| ----------------------- | --------------- | --------------- |
| Réal Desgroseillers     | Sans opposition | Sans opposition |

| Candidats conseiller #3 | Vote            | %               |
| ----------------------- | --------------- | --------------- |
| Carol Craig (Sortant)   | Sans opposition | Sans opposition |

| Candidats conseiller #4 | Vote            | %               |
| ----------------------- | --------------- | --------------- |
| Mark Bakos (Sortant)    | Sans opposition | Sans opposition |

| Candidats conseiller #5 | Vote            | %               |
| ----------------------- | --------------- | --------------- |
| Mark Wallace (Sortant)  | Sans opposition | Sans opposition |

| Candidats conseiller #6 | Vote            | %               |
| ----------------------- | --------------- | --------------- |
| Nadia Ricard            | Sans opposition | Sans opposition |

## Howick
| Candidats pour la mairie  | Vote            | %               |
| ------------------------- | --------------- | --------------- |
| Richard Raithby (Sortant) | Sans opposition | Sans opposition |

| Candidats conseiller #1    | Vote            | %               |
| -------------------------- | --------------- | --------------- |
| Gilles Thériault (Sortant) | Sans opposition | Sans opposition |

| Candidats conseiller #2 | Vote            | %               |
| ----------------------- | --------------- | --------------- |
| Todd Weippert (Sortant) | Sans opposition | Sans opposition |

| Candidats conseiller #3       | Vote            | %               |
| ----------------------------- | --------------- | --------------- |
| Jean-Denis Billette (Sortant) | Sans opposition | Sans opposition |

| Candidats conseiller #4 | Vote            | %               |
| ----------------------- | --------------- | --------------- |
| Daniel McArthur         | Sans opposition | Sans opposition |

| Candidats conseiller #5    | Vote            | %               |
| -------------------------- | --------------- | --------------- |
| Louise Cholette (Sortante) | Sans opposition | Sans opposition |

| Candidats conseiller #6 | Vote            | %               |
| ----------------------- | --------------- | --------------- |
| Ryan Bulmer             | Sans opposition | Sans opposition |

## Huntingdon
| Candidats pour la mairie       | Vote | %     |
| ------------------------------ | ---- | ----- |
| André Brunette                 | 605  | 60,87 |
| Joffre L'Heureux               | 207  | 20,82 |
| Jean Pierre Guay               | 159  | 16,00 |
| Robert Lalonde                 | 23   | 2,31  |
| Taux de participation : 51,5 % |      |       |

| Candidats district Quartier Sud (1) | Vote | %     |
| ----------------------------------- | ---- | ----- |
| Denis St-Cyr                        | 104  | 55,91 |
| Andrea Geary                        | 82   | 44,09 |

| Candidats district Quartier Sud (2) | Vote | %     |
| ----------------------------------- | ---- | ----- |
| Rémi Robidoux                       | 132  | 68,75 |
| Bruno Lavallée (Sortant)            | 60   | 31,25 |

| Candidats district Quartier Ouest (3) | Vote | %     |
| ------------------------------------- | ---- | ----- |
| Marielle Duhème                       | 243  | 54,85 |
| Manon Helpin                          | 153  | 34,54 |
| Délina Cartier                        | 47   | 10,61 |

| Candidats district Quartier Ouest (4) | Vote | %     |
| ------------------------------------- | ---- | ----- |
| Florent Ricard                        | 279  | 62,98 |
| Jean Guy Desponts                     | 164  | 37,02 |

| Candidats district Quartier Est (5) | Vote | %     |
| ----------------------------------- | ---- | ----- |
| Paul André Ricard                   | 162  | 50,31 |
| Robert Vaillancourt (Sortant)       | 160  | 49,69 |

| Candidats district Quartier Est (6) | Vote | %     |
| ----------------------------------- | ---- | ----- |
| Howard Welbern                      | 150  | 43,86 |
| Ginette Rioux                       | 116  | 33,92 |

## Ormstown
| Candidats pour la mairie       | Vote | %     |
| ------------------------------ | ---- | ----- |
| Jean Côté                      | 749  | 59,97 |
| Johanne Roy                    | 500  | 40,03 |
| Taux de participation : 44,3 % |      |       |

| Candidats Conseiller #1 | Vote            | %               |
| ----------------------- | --------------- | --------------- |
| Michel Tudino (Sortant) | Sans opposition | Sans opposition |

| Candidats Conseiller #2     | Vote            | %               |
| --------------------------- | --------------- | --------------- |
| Jacques Guilbault (Sortant) | Sans opposition | Sans opposition |

| Candidats Conseiller #3 | Vote            | %               |
| ----------------------- | --------------- | --------------- |
| Stephen Ovans (Sortant) | Sans opposition | Sans opposition |

| Candidats district #4 | Vote | %     |
| --------------------- | ---- | ----- |
| Michelle Greig        | 841  | 67,66 |
| Robert Robidoux       | 402  | 32,34 |

| Candidats district #5 | Vote | %     |
| --------------------- | ---- | ----- |
| Roger Dumont          | 558  | 45,85 |
| Ken O'Farrell         | 422  | 34,68 |
| Regent Primeau        | 237  | 19,47 |

| Candidats district #6 | Vote | %     |
| --------------------- | ---- | ----- |
| Jonathan Allen        | 831  | 67,78 |
| Marie-Claude Deneault | 395  | 32,22 |

Élection partielle pour le poste de maire et de Conseiller #1 le 1er juin 2014
- Organisée en raison de la démission du maire Jean Côté en janvier 2014.

| Candidats pour la mairie                 | Vote | %     |
| ---------------------------------------- | ---- | ----- |
| Chrystian Soucy                          | 518  | 47,92 |
| Michel Tudino (Sortant d'un autre poste) | 290  | 26,83 |
| Johanne Roy                              | 273  | 25,25 |
| Taux de participation : n/d %            |      |       |

| Candidats conseiller #1       | Vote | %     |
| ----------------------------- | ---- | ----- |
| Florence Bérard               | 371  | 35,10 |
| Georges Eades                 | 294  | 27,81 |
| Louis-Bernard Brault          | 189  | 17,88 |
| Robert Robidoux               | 141  | 13,34 |
| David Adam                    | 62   | 5,87  |
| Taux de participation : n/d % |      |       |

## Saint-Anicet
| Candidats pour la mairie  | Vote            | %               |
| ------------------------- | --------------- | --------------- |
| Alain Castagner (Sortant) | Sans opposition | Sans opposition |

| Candidats conseiller #1 | Vote | %     |
| ----------------------- | ---- | ----- |
| Marius Trépanier        | 169  | 60,14 |
| Ginette Caza (Sortante) | 112  | 39,86 |

| Candidats conseiller #2          | Vote | %     |
| -------------------------------- | ---- | ----- |
| Jean Roblain                     | 132  | 57,64 |
| Victoria Keays Irving (Sortante) | 97   | 42,36 |

| Candidats conseiller #3      | Vote            | %               |
| ---------------------------- | --------------- | --------------- |
| Heather L'Heureux (Sortante) | Sans opposition | Sans opposition |

| Candidats conseiller #4 | Vote            | %               |
| ----------------------- | --------------- | --------------- |
| André Picard (Sortant)  | Sans opposition | Sans opposition |

| Candidats conseiller #5 | Vote            | %               |
| ----------------------- | --------------- | --------------- |
| Johanne Leduc           | Sans opposition | Sans opposition |

| Candidats conseiller #6 | Vote | %     |
| ----------------------- | ---- | ----- |
| Alain Fournier          | 116  | 59,18 |
| Colette Valade          | 80   | 40,82 |

## Saint-Chrysostome
| Candidats pour la mairie       | Vote | %     |
| ------------------------------ | ---- | ----- |
| Gilles Dagenais                | 745  | 57,26 |
| Jocelyne Lefort (Sortante)     | 556  | 42,74 |
| Taux de participation : 63,5 % |      |       |

| Candidats conseiller #1 | Vote | %     |
| ----------------------- | ---- | ----- |
| Denis Lefort (Sortant)  | 128  | 60,09 |
| Yvon Renaud             | 85   | 39,91 |

| Candidats conseiller #2 | Vote            | %               |
| ----------------------- | --------------- | --------------- |
| Marc Roy (Sortant)      | Sans opposition | Sans opposition |

| Candidats conseiller #3 | Vote            | %               |
| ----------------------- | --------------- | --------------- |
| Steve Laberge (Sortant) | Sans opposition | Sans opposition |

| Candidats conseiller #4 | Vote | %     |
| ----------------------- | ---- | ----- |
| Donald Bourdeau         | 201  | 68,84 |
| Richard Beaudin         | 91   | 31,16 |

| Candidats conseiller #5 | Vote | %     |
| ----------------------- | ---- | ----- |
| Mélissa St-Jean         | 126  | 52,72 |
| Alain Dupras (Sortant)  | 113  | 47,28 |

| Candidats conseiller #6    | Vote | %     |
| -------------------------- | ---- | ----- |
| Philippe Martin            | 129  | 56,83 |
| Richard Béliveau (Sortant) | 62   | 27,31 |
| Francine Laberge           | 36   | 15,86 |

## Sainte-Barbe
| Candidats pour la mairie | Vote            | %               |
| ------------------------ | --------------- | --------------- |
| Louise Lebrun (Sortante) | Sans opposition | Sans opposition |

| Candidats conseiller #1 | Vote            | %               |
| ----------------------- | --------------- | --------------- |
| Daniel Maheu (Sortant)  | Sans opposition | Sans opposition |

| Candidats conseiller #2  | Vote            | %               |
| ------------------------ | --------------- | --------------- |
| Patrice Bougie (Sortant) | Sans opposition | Sans opposition |

| Candidats conseiller #3   | Vote            | %               |
| ------------------------- | --------------- | --------------- |
| Nicole Poirier (Sortante) | Sans opposition | Sans opposition |

| Candidats conseiller #4  | Vote            | %               |
| ------------------------ | --------------- | --------------- |
| Louise Boutin (Sortante) | Sans opposition | Sans opposition |

| Candidats conseiller #5 | Vote            | %               |
| ----------------------- | --------------- | --------------- |
| Roland Czech (Sortant)  | Sans opposition | Sans opposition |

| Candidats conseiller #6 | Vote            | %               |
| ----------------------- | --------------- | --------------- |
| Denis Poitras (Sortant) | Sans opposition | Sans opposition |

## Très-Saint-Sacrement
| Candidats pour la mairie     | Vote            | %               |
| ---------------------------- | --------------- | --------------- |
| François Rochefort (Sortant) | Sans opposition | Sans opposition |

| Candidats conseiller #1  | Vote            | %               |
| ------------------------ | --------------- | --------------- |
| Danny Anderson (Sortant) | Sans opposition | Sans opposition |

| Candidats conseiller #2     | Vote            | %               |
| --------------------------- | --------------- | --------------- |
| Johanne Loiselle (Sortante) | Sans opposition | Sans opposition |

| Candidats conseiller #3 | Vote            | %               |
| ----------------------- | --------------- | --------------- |
| Agnes McKell (Sortante) | Sans opposition | Sans opposition |

| Candidats conseiller #4 | Vote            | %               |
| ----------------------- | --------------- | --------------- |
| Ross Craig (Sortant)    | Sans opposition | Sans opposition |

| Candidats conseiller #5 | Vote            | %               |
| ----------------------- | --------------- | --------------- |
| Jim Templeton           | Sans opposition | Sans opposition |

| Candidats conseiller #6  | Vote            | %               |
| ------------------------ | --------------- | --------------- |
| Pascal Laramée (Sortant) | Sans opposition | Sans opposition |